# Gieorgij Zarubin

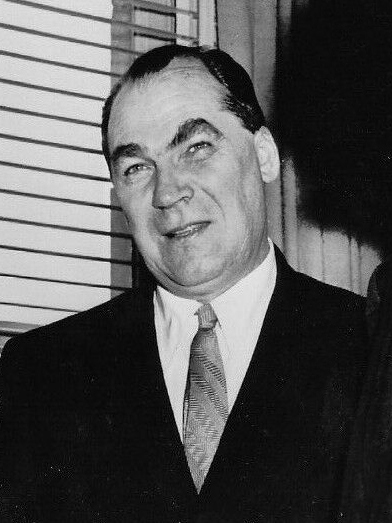
Gieorgij Zarubin (1956 r.)

Gieorgij Nikołajewicz Zarubin (ros. Гео́ргий Никола́евич Зару́бин, ur. 6 maja 1900 we wsi Golicyno w guberni saratowskiej, zm. 24 listopada 1958 w Moskwie) – radziecki dyplomata i polityk.

## Życiorys
Od 1919 członek RKP(b). W 1931 ukończył studia na Wydziale Tekstylnym Akademii Przemysłowej, a 1932 eksternistycznie w Moskiewskim Instytucie Tekstylnym, 1931-1935 był dyrektorem Akademii Przemysłowej im. Mołotowa. 1935-1938 szef Głównego Zarządu Instytucji Edukacyjnych Ludowego Komisariatu Przemysłu Lekkiego ZSRR, 1938-1940 zastępca generalnego komisarza i przewodniczący rady artystycznej sekcji radzieckiej Międzynarodowej Wystawy w Nowym Jorku, 1940-1941 kierownik Wydziału Konsularnego Ludowego Komisariatu Spraw Zagranicznych ZSRR, 1941-1944 kierownik Wydziału Państw Ameryki Łacińskiej Ludowego Komisariatu Spraw Zagranicznych ZSRR. Od 23 marca 1944 do 28 września 1946 ambasador nadzwyczajny i pełnomocny ZSRR w Kanadzie, od 28 września 1946 do 14 czerwca 1952 ambasador nadzwyczajny i pełnomocny ZSRR w W. Brytanii, od 14 czerwca 1952 do 7 stycznia 1958 ambasador nadzwyczajny i pełnomocny ZSRR w USA. Od 14 października 1952 zastępca członka KC KPZR, od 4 stycznia 1958 zastępca ministra spraw zagranicznych ZSRR.